# Iglesia de la Encarnación (Bailén)
La iglesia de la Encarnación  es un inmueble de la localidad española de Bailén, en la provincia de Jaén. Cuenta con el estatus de bien de interés cultural.

## Descripción
La construcción de la iglesia habría tenido lugar entre los siglos XIV y XVII. El edificio es de estilo gótico —si bien se aprecian otros estilos— y aparece mencionado en el tercer volumen del Diccionario geográfico-estadístico-histórico de España y sus posesiones de Ultramar de Pascual Madoz, en la entrada correspondiente a Bailén, de la siguiente manera:

la igl. parr. muy capaz y de estilo gótico, con 4 columnas de órden corintio, y toda construida de piedra silleria, cuenta 8 altares y una buena torre: está servida por 1 vice-prior, 2 curas y 9 sacerdotes.
(Madoz, 1846, p. 302)

El 2 de mayo de 1985 fue declarada monumento histórico artístico de carácter nacional, mediante un decreto publicado el 11 de junio de ese mismo año en el Boletín Oficial de la Junta de Andalucía.